# Samba de terreiro
 (octobre 2023).
Si vous disposez d'ouvrages ou d'articles de référence ou si vous connaissez des sites web de qualité traitant du thème abordé ici, merci de compléter l'article en donnant les références utiles à sa vérifiabilité et en les liant à la section « Notes et références ».
La samba de terreiro (également connue sous le nom de samba de quadra) est un sous-genre musical dérivé de la samba, apparu dans les années 1930 dans les terreiros des premières écoles de samba de Rio de Janeiro.

## Historique
Au cours des années 1930, lors d'un défilé de carnaval pour une école de samba, il était d'usage de présenter la samba-enredo dans la première partie et, dans la deuxième partie, les meilleurs versificateurs d'improviser avec d'autres sambas de terreiro. Ces sambas prennent ce nom car elles sont réalisées toute l'année dans les espaces qui vont devenir les futurs tribunaux. Avant d'être cimenté, le sol de la cour était en terre battue.
Généralement, une samba de terreiro dépeint la vie quotidienne au sein des communautés où se trouvaient les écoles de samba de Rio. Communes jusqu'au début des années 1970, ces sambas ne seront plus jouées dans les défilés dans un long processus de commercialisation du carnaval. Lorsqu'elle n'est plus chantée dans les défilés, la samba de terreiro est reléguée aux cours des écoles de samba, d'abord utilisée pour animer les fêtes jusqu'à être limitée à la saison de sélection de la samba-enredo.
À l'initiative de Noca da Portela (pt), alors secrétaire d'État à la Culture de Rio de Janeiro, et avec le soutien de Liga Independente das Escolas de Samba do Rio de Janeiro (pt), le premier concours de samba de ce genre a lieu en 2006. Dans le but de révéler de nouvelles œuvres dans chaque association, le concours fait vibrer les courts des écoles de samba de Rio.
En 2007, l'IPHAN accorde l'enregistrement officiel aux sous-genres de la samba de Rio de Janeiro : samba-de-terreiro, partido-alto et samba-enredo.
Parmi quelques compositions célèbres des terreiros/quadras figurent Foi um Rio que passou em minha vida (de Paulinho da Viola), Portela na Avenida (de Mauro Duarte (pt) et Paulo César Pinheiro ), Azul, Vermelho e Branco (d'Aroldo Melodia), Salve a Mocidade (de Luiz Abdengo dos Reis), Tem capoeira (de Batista da Mangueira), A Deusa da Passarela (de Neguinho da Beija-Flor).